# Santiago María García de la Rasilla Domínguez
Santiago María García de la Rasilla Domínguez S.J. (Madri, 18 de outubro de 1936 — Lima, 13 de agosto de 2018) foi prelado hispano-peruano da Igreja Católica Romana. Era religioso da Companhia de Jesus e vigário apostólico emérito de Jaén no Peru, o qual governou entre 2006 e 2014.

## Biografia
Nasceu em 18 de outubro de 1936, em Madri, Espanha. Fez os cursos primário e secundário no colégio dos jesuítas em Areneros. Finalizado o colégio, em 1953, ingressou no noviciado da Província Jesuíta de Toledo em Aranjuez. Nesta mesma casa, fez o juniorado e realizou os estudos de Filosofia em Alcalá de Henares, de 1958 a 1961.
Fez seu primeiro ano de magistério na Escola Profissional de Alcalá de Henares como subdiretor e professor. Foi destinado ao Peru para fazer outros dois anos de magistério no Colégio Santo Inácio como tutor e professor (1962-1964). Acabado o magistério, seguiu seus estudos de Teologia na Faculdade de Granada de 1964 a 1968. Foi ordenado sacerdote em 14 de julho de 1967, em Madri. Culminou sua formação fazendo a terceira provação em Huachipa, em 1972, e emitiu os últimos votos em 15 de agosto de 1973 em Piura.
De 1972 a 1976, esteve na Arquidiocese de Piura, onde trabalhou no Colégio Santo Inácio como diretor espiritual e professor. Nesta etapa começou também a colaborar na igreja diocesana como assessor dos Cursilhos de Cristandade e do Movimento Familiar Cristão. Entre 1976 e 1977, estudou Pastoral no Instituto Paulo VI, da Universidade de Salamanca.
Em 1977, recebeu um novo destino para Tacna, onde foi pároco da Paróquia São Pedro por vinte anos. Seguindo o iniciado em Piura, também colaborou com os movimentos Cursilhos de Cristandade e Encontros Matrimoniais. Durante os anos em que esteve em Tacna, foi pessoa de confiança do bispo, pois, além de fazer parte do Conselho de Presbíteros e de Consultores da Diocese, foi coordernador do projeto de Renovação Diocesana. Em 1998, foi mandado para Lima, para ocupar-se da coordenação da área sul da América Latina do movimento "Por um Mundo Melhor", vivendo na comunidade São Francisco de Borja. Também assumiu responsabilidade no interior da Companhia de Jesus, tornando-se superior da comunidade São Francisco de Borja e, a partir de 2004, da Casa São Pedro.
Em 11 de novembro de 2005, o Papa Bento XVI nomeou-o bispo titular de Voncaria e vigário apostólico de Jaén no Peru. Sua ordenação episcopal ocorreu em 13 de janeiro do ano seguinte, no pátio do Colégio "San Luis Gonzaga" em Jaén, sede do vicariato, presidida por Dom Oscar Rolando Cantuarias Pastor, arcebispo de Piura, auxiliado por Dom Rino Passigato, núncio apostólico, e por Dom Pedro Ricardo Barreto Jimeno, SJ, seu antecessor como vigário apostólico.
Como bispo, destacou-se por sua atuação em defesa dos direitos humanos, especialmente dos povos indígenas Awajún e Wampi da Amazônia peruana. Foi durante seu episcopado que ocorreram os eventos do denominado "Baguazo" de 2009. Posteriormente acompanhou o processo judicial contra vários membros dos citados povos acusados infundadamente, como veio a ser esclarecido com a absolvição de todos. Foi membro do conselho do Centro Amazônico de Antropologia e Aplicação Prática (CAAAP), instituição criada pelos bispos da selva em 1974.
Em 11 de junho de 2014, o Papa Francisco acatou ao seu pedido de renúncia ao governo episcopal por atingir a idade limite estipulado pelo Código Canônico, nomeando como seu sucessor o Monsenhor Gilberto Alfredo Vizcarra Mori, SJ. Dom Santiago foi se co-consagrante na ordenação episcopal deste em 15 de agosto seguinte. Retornou então para a Casa São Pedro, em Lima, colaborando no cuidado sacramental do templo e com o movimento "Por um Mundo Melhor".
Sua saúde foi se debilitando e passou a viver na enfermaria da província em dezembro de 2017. Foi diagnosticado com câncer em estágio avançado. O assassinato do Pe. Carlos Riudavets muito o afetou. Dom Santiago faleceu aos 81 anos em Lima, Peru, em 13 de agosto de 2018. Uma missa de corpo presente foi realizada na Igreja Paroquial de Nossa Senhora de Fátima em Miraflores. No dia seguinte, de acordo com seu desejo, seus restos mortais foram levados para Jaén, em cuja catedral foi sepultado aos pés do altar de Nossa Senhora das Dores.